# 松島国際都市

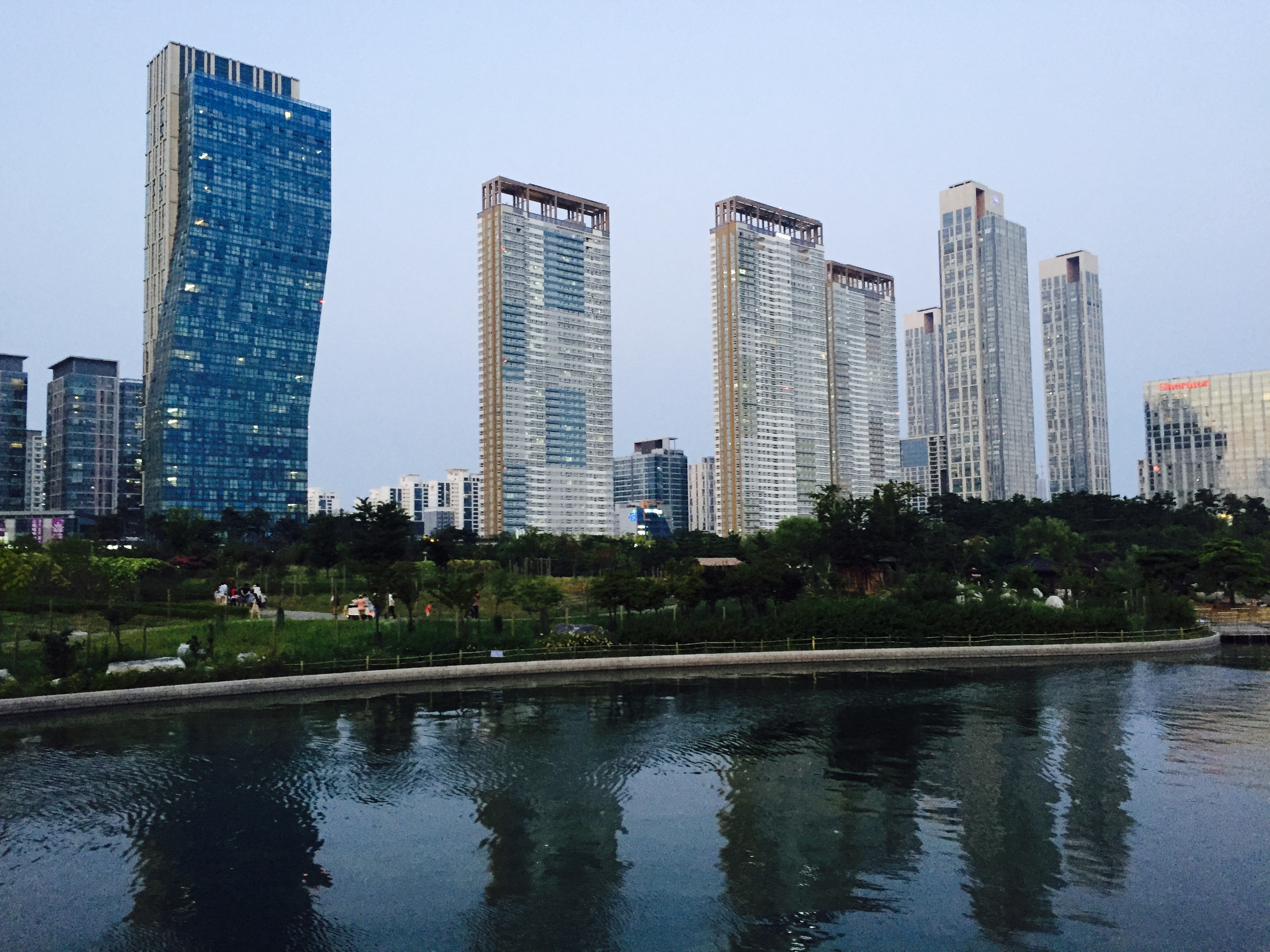
松島新都市

松島国際都市（ソンドこくさいとし、朝鮮語: 송도국제도시、英語: Songdo International Business District）は、韓国仁川広域市延寿区の埋立地を造成する事業。仁川国際空港とは長さ12.3kmの仁川大橋で結ばれる。
韓国政府により経済自由地域に指定されており、北東アジアのビジネスや観光の拠点として開発がすすめられている。開発や外資誘致は仁川市の仁川経済自由区域庁が担当している。
2009年8月から10月にかけて、仁川世界都市祭典が開催された。
2014年、高さ305mの北東アジア貿易タワー（現在はポスコタワー松島）が開業した。高さ487mで計画されていた仁川タワーは中止となった。また、周辺の干潟にはクロツラヘラサギ、ホウロクシギ、オバシギ、ズグロカモメ、ダイシャクシギ、シオフキガイ、オキシジミ、アサリなどが生息しており、同年にはラムサール条約湿地に登録されていた。
2018年、都市内の居住人口が10万人を超えた。